# コメート (仮装巡洋艦)
| 「コメート（SMS Komet）」 | |
| 艦歴                      | |
| 発注                      | AG社ブレーメン造船所 |
| 起工                      | |
| 進水                      | 1937年1月16日 |
| 就役                      | |
| 退役                      | |
| その後                    | 1942年10月14日撃沈 |
| 除籍                      | |
| 性能諸元                  | |
| 排水量                    | 常備：3,287トン |
| 全長                      | 115.0 m |
| 全幅                      | 15.3 m |
| 吃水                      | - m |
| 機関                      | MAN式2サイクル6気筒ディーゼル機関2基1軸推進 |
| 最大 出力                 | 3,900hp |
| 航続 距離                 | 9ノット/51,000海里（重油：-トン） |
| 最大 速力                 | 16.0ノット |
| 乗員                      | 279名 |
| 兵装                      | クルップ 15cm（45口径）単装速射砲6基 6cm（-口径）単装砲1基 SK C/30 3.7ｃm（83口径）連装機関砲1基 C/30 2ｃm（65口径）単装機関銃4基 53.3 cm連装魚雷発射管3基6門 機雷30個 |
| 装甲                      | なし |
| 航空 兵装                 | 水上偵察機（アラド Ar 196 ）2機 |

コメート (Komet) は第二次世界大戦時のドイツの仮装巡洋艦。秘匿名称はシフ45（Schiff 45）である。

## 艦歴
1937年1月16日に進水した貨物船「エムス」を改装して、1940年6月2日に仮装巡洋艦として就役した。1940年7月9日ドイツを出発し、中立国ソ連北の北極海を通り太平洋に入った。12月7日、8日「コメート」と「オリオン」はナウル沖で商船4隻を沈め、12月27日にはリン鉱石の産地でオーストラリアに占領されたナウルを砲撃した。南極海では大日本帝国の捕鯨母船である「第二日新丸」に遭遇し、鯨肉の補給を受けるなど交歓した。「コメート」は地球を一周し、1941年1月30日シェルブールに帰投した。
1942年10月、「コメート」は再び出撃することになった。10月13日、「コメート」は水雷艇「T4」「T10」「T14」「T19」を率いてル・アーブルを出港した。5隻は14日午前1時ごろ、アーグ岬沖でイギリス海軍の駆逐艦「クォーン」、「グレイスデイル」、「エスクデイル」、「アルブライトン」の攻撃を受け、「コメート」は被弾炎上した。その後イギリス魚雷艇「MTB236」が「コメート」に対して雷撃をおこない、その直後に「コメート」は爆沈した。ただ、その原因が魚雷艇の発射した魚雷によるものかは不明である。「コメート」の生存者はいなかった。

## 艦長
- ロベルト・アイッセン（英語版）大佐/少将　1940年6月2日 - 1942年2月[要出典]
- ウルリッヒ・ブロックシェン大佐　1942年2月 - 10月14日[要出典]

## 参考図書
- 「世界の艦船増刊 1982年12月号増刊 第12集 第2次大戦のドイツ軍艦」（海人社）
- 「ドイツ海軍入門 広田厚司」（光人社）